# Assaré
Assaré là một đô thị thuộc bang Ceará, Brasil. Đô thị này có diện tích 1116,32 km², dân số năm 2007 là 21828 người, mật độ 19,55 người/km².